# تندون

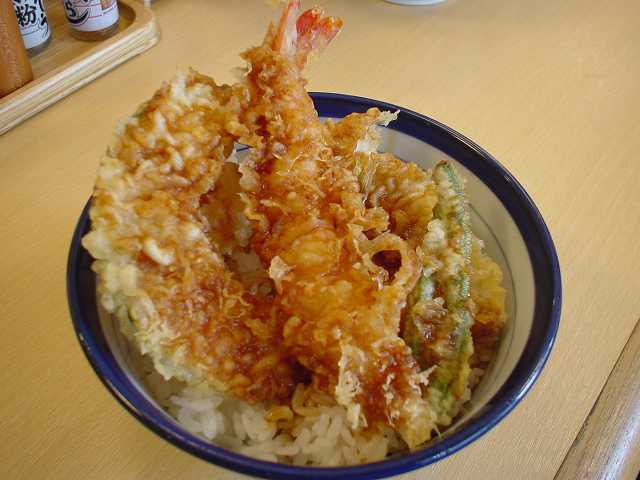
تندون

تندون (به ژاپنی: 天丼  Mehari-zushi)، یکی از انواع دون‌بوری است.. در این نوع غذا تمپورایی که از مواد دریایی یا سبزیجات تهیه شده در حالی که هنوز کاملاً داغ است ابتدا در داخل سس مدت کوتاهی فرو برده و بیرون آورده می‌شود سپس این تمپورا بر روی گوهان (برنج ژاپنی پخته) قرار داده می‌شود.